# Императорский дуб
Императорский дуб (нем. Kaisereiche, Ка́йзерайхе) — отдельно стоящий дуб в берлинском районе Фриденау (округ Темпельхоф-Шёнеберг), охраняемый памятник природы, посаженный 22 марта 1879 года в честь императора (кайзера) Вильгельма I по случаю золотой свадьбы с его супругой Августой Саксен-Веймар-Айзенахской и 82-летия кайзера. Традиция сажать дубы в честь кайзера была широко распространена в Германии. В 1883 году молодой дуб кайзера пострадал в ходе акций протеста против антисоциалистского закона, принятого правительством Бисмарка, и 10 марта был заменён на новое растение.
Площадь, на которой растёт дуб, представляет собой квадрат со стороной 70 метров и первоначально называлась Ронделл (нем. Rondell), однако теперь чаще используется название Кайзерайхе, хотя официально оно и не оформлено. Расположенная неподалёку автобусная остановка также называется «Кайзерайхе», так же должна была называться планировавшаяся к постройке станция метро.
19 сентября 2004 года торжественно отмечался 125-й день рождения Императорского дуба, пережившего две войны. При этом дубу исполнился только 121 год. В качестве подарка имениннику была открыта латунная памятная доска.